# Vidoulská jeskyně
Vidoulská jeskyně někdy nazývaná Pískovna se nachází v protáhlém úvalu na východním úbočí (okraji) přírodní památky Vidoule (stolové hory na území Prahy 5 v Jinonicích) v nadmořské výšce 345 m.

## Podrobněji
Jeskyně byla uměle zahloubena do nevysokého pískovcového skalního výchozu a tvořila jedno z míst využívané kdysi místním obyvatelstvem k těžbě písku používaného na opravy převážně selských stavení v okolí. Stopy po zárubních patrné na vstupu do jeskyně napovídají o tom, že tento prostor bylo kdysi možno uzavírat vraty. V současné době (rok 2025) je tato nehluboká jeskyně volně přístupná, má písčité dno a její stěny jsou ozdobeny četnými „skalními malbami“ ilegálně vyrytými do měkkých stěn tvořených pískovcem.  

### Skalní byty na Vidouli
V pískovcových skalách vyhloubených jeskyň se v této oblasti vyskytovalo více a v době hospodářské krize v první polovině 20. století (přibližně až do roku 1948) byly obývány pražskou chudinou. Tato improvizovaná skalní obydlí (obydlené jeskyně) ale mají tradici starší. Původně skýtaly přístřeší nejchudším lidem pracujícím v nedaleké cihelně, jak to zachytil na své kresbě s názvem Skalní byty na Vidouli v roce 1887 český malíř Adolf Liebscher (1857–1919) poté, co byl emočně silně zasažen chudobou a beznadějí lidí zde přežívajících.

### Přístup
Jeskyně je snadno přístupná. Od stanice metra Jinonice je třeba postupovat západním směrem Puchmajerovou ulicí (asi 600 metrů chůze) až na křižovatku ulic Klikatá x Na Pomezí. Dále nutno zabočit a postupovat ulicí Na Pomezí severním směrem krátce (asi jen 100 metrů) a po levé straně překonat mírný hliněný svah vedoucí na neznačenou lesní stezku (na hranici přírodního parku Košíře-Motol a přírodní památky Vidoule). Postupovat po stezce zhruba severním směrem asi 180 metrů až do místa, kde cestička opouští stromoví a rozšiřuje se do samostatné vodorovné plochy protáhlého úvalu po levé straně lemované nevysokými pískovcovými skalami. V té nejbližší je pak již z dálky zřetelně patrný vchod do hledané jeskyně (částečně se skrývající za nizoučkým terénním hliněným valem).

## Fotogalerie

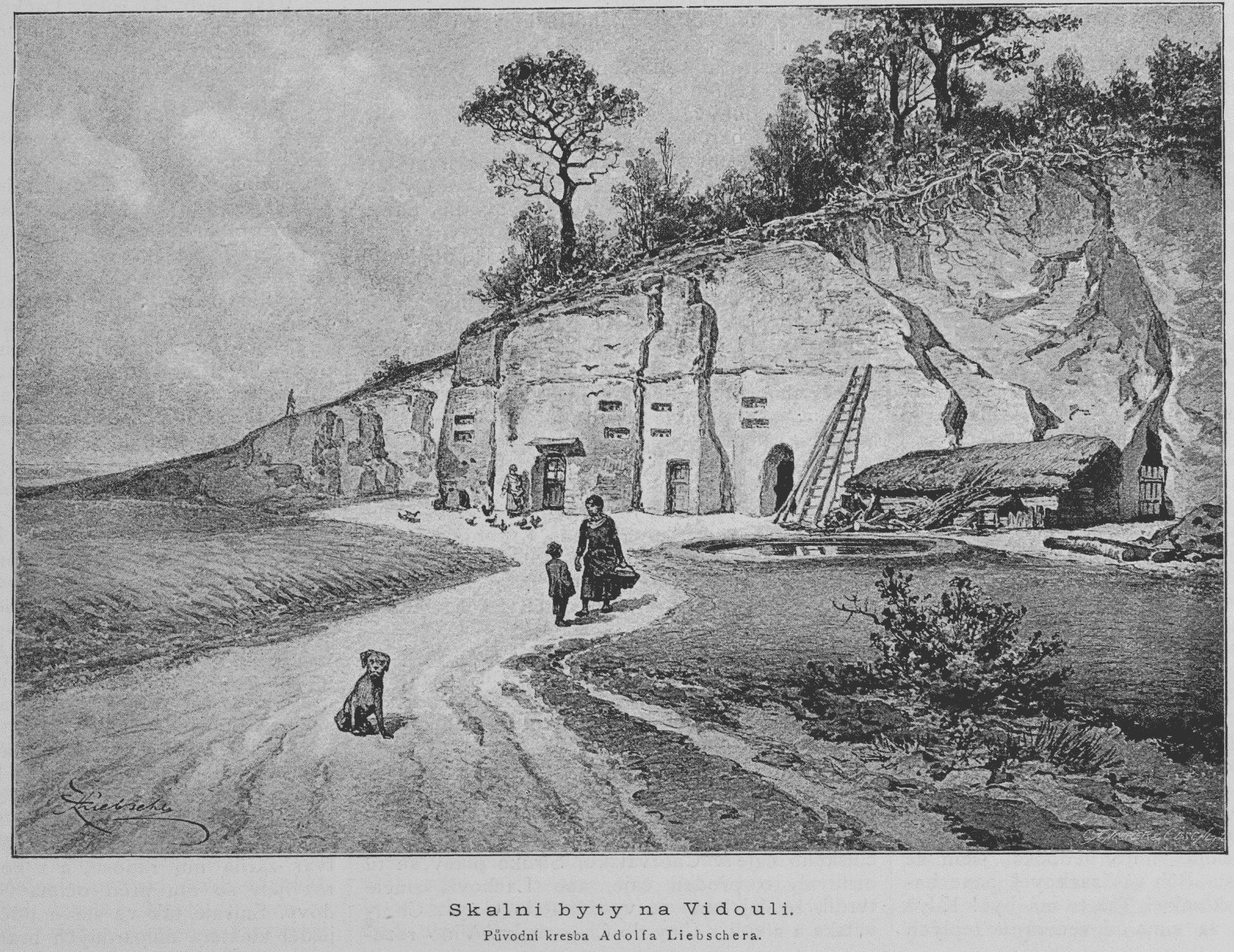
Skalní byty na Vidouli v roce 1887
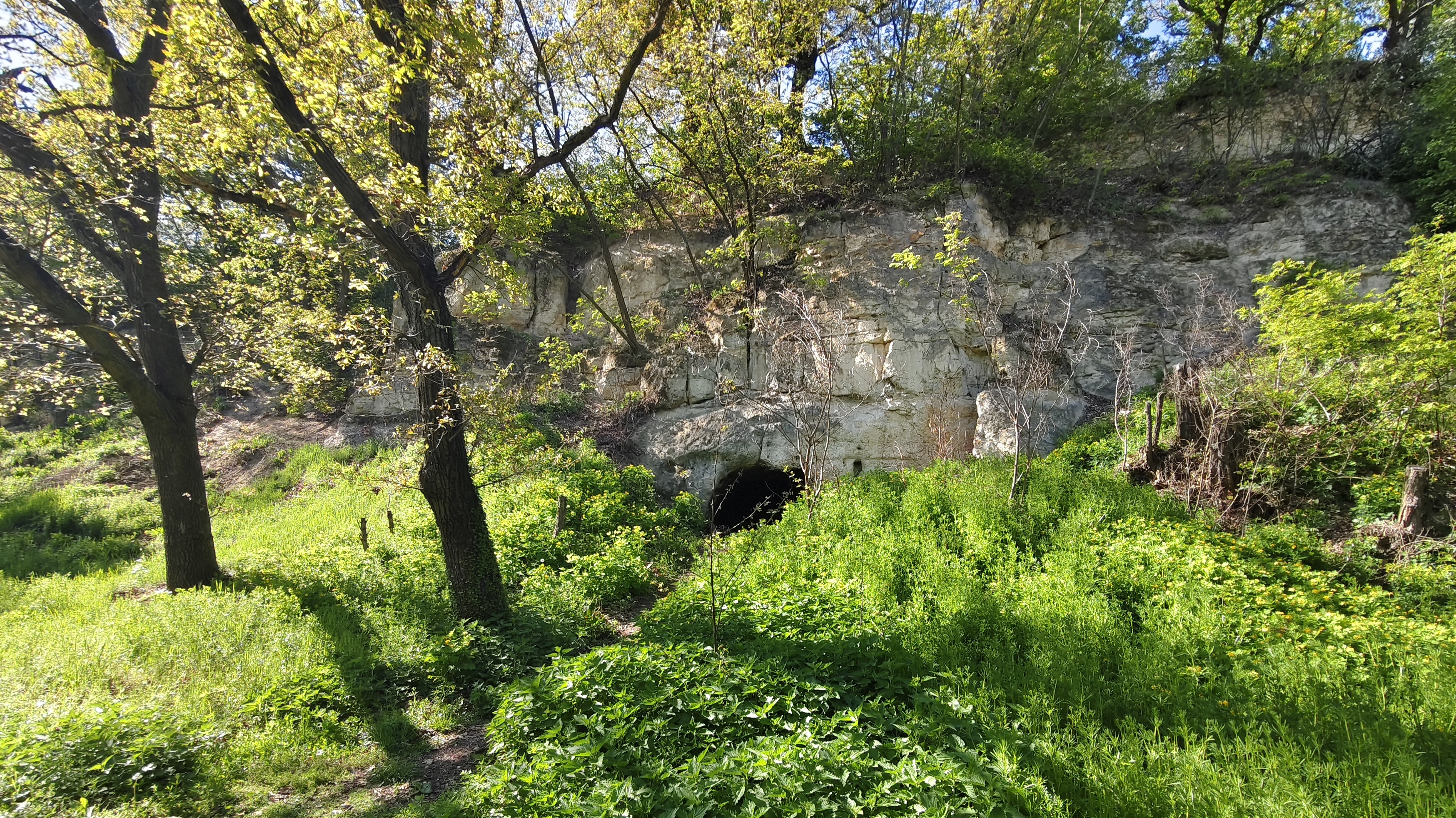
Celkový pohled na Vidoulskou jeskyni skrytou v táhlém úvalu
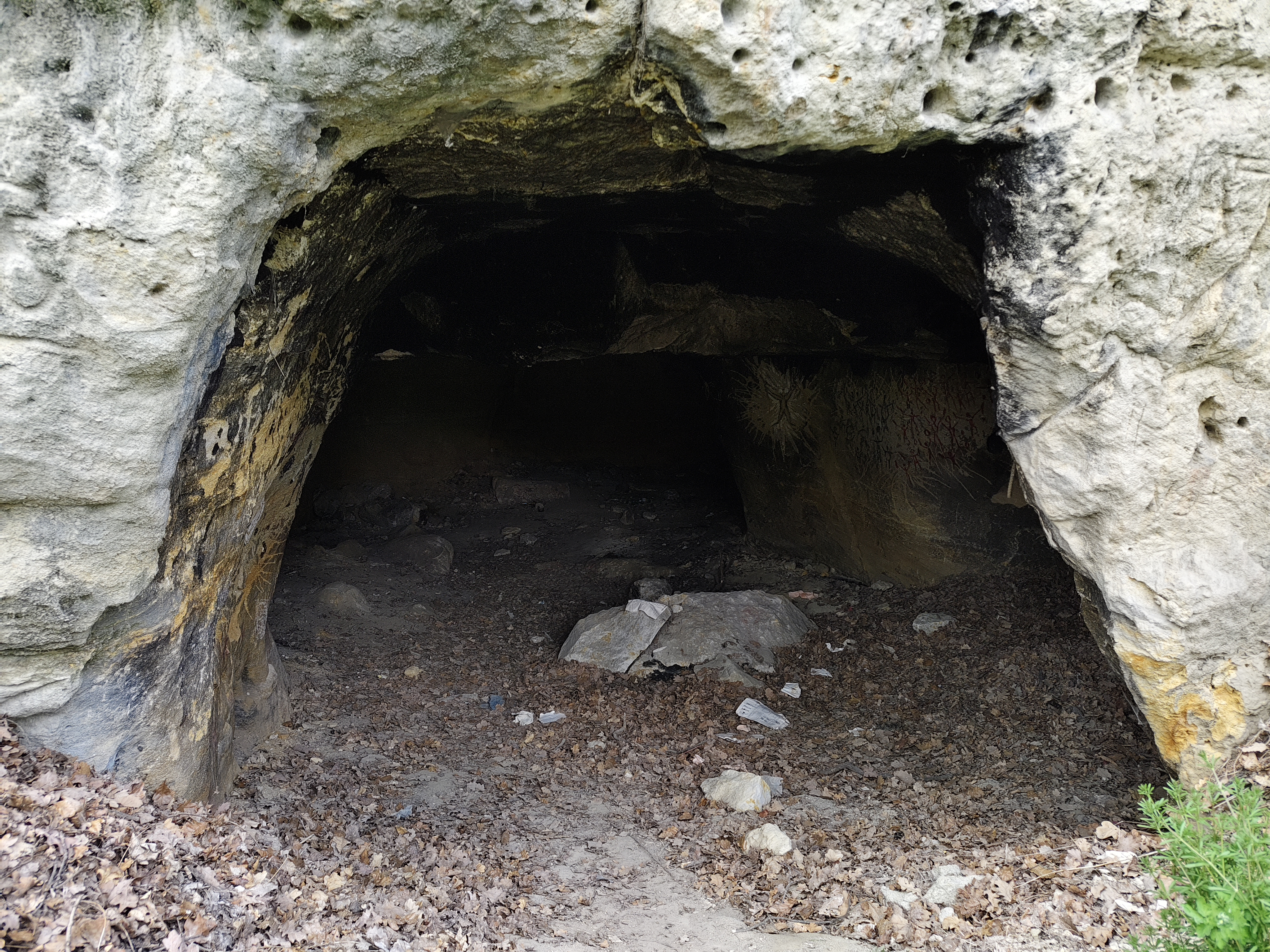
Pohled na vstup do Vidoulské jeskyně
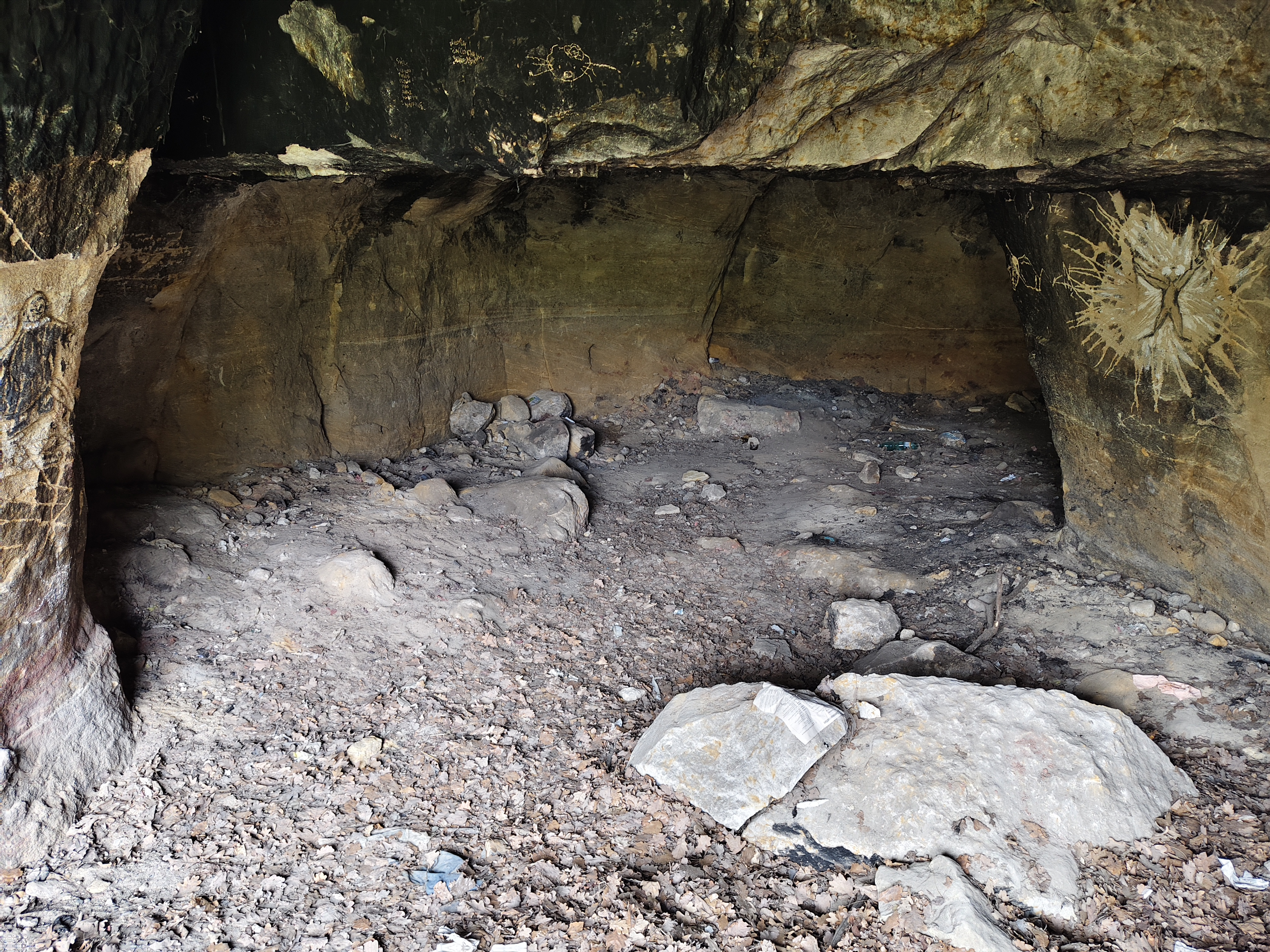
Pohled od vstupu do nitra Vidoulské jeskyně
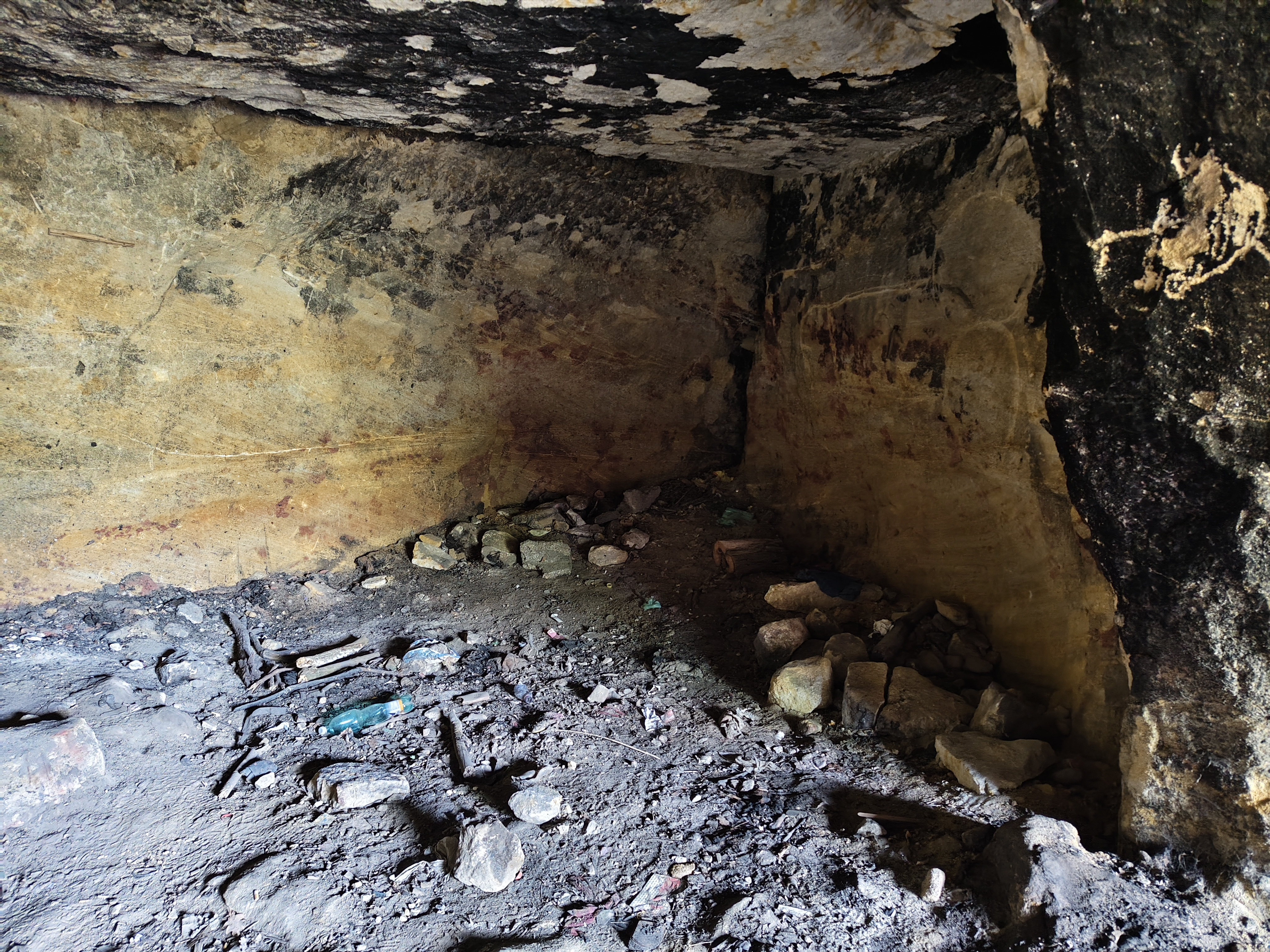
Pohled na pravý vnitřní kout Vidolské jeskyně
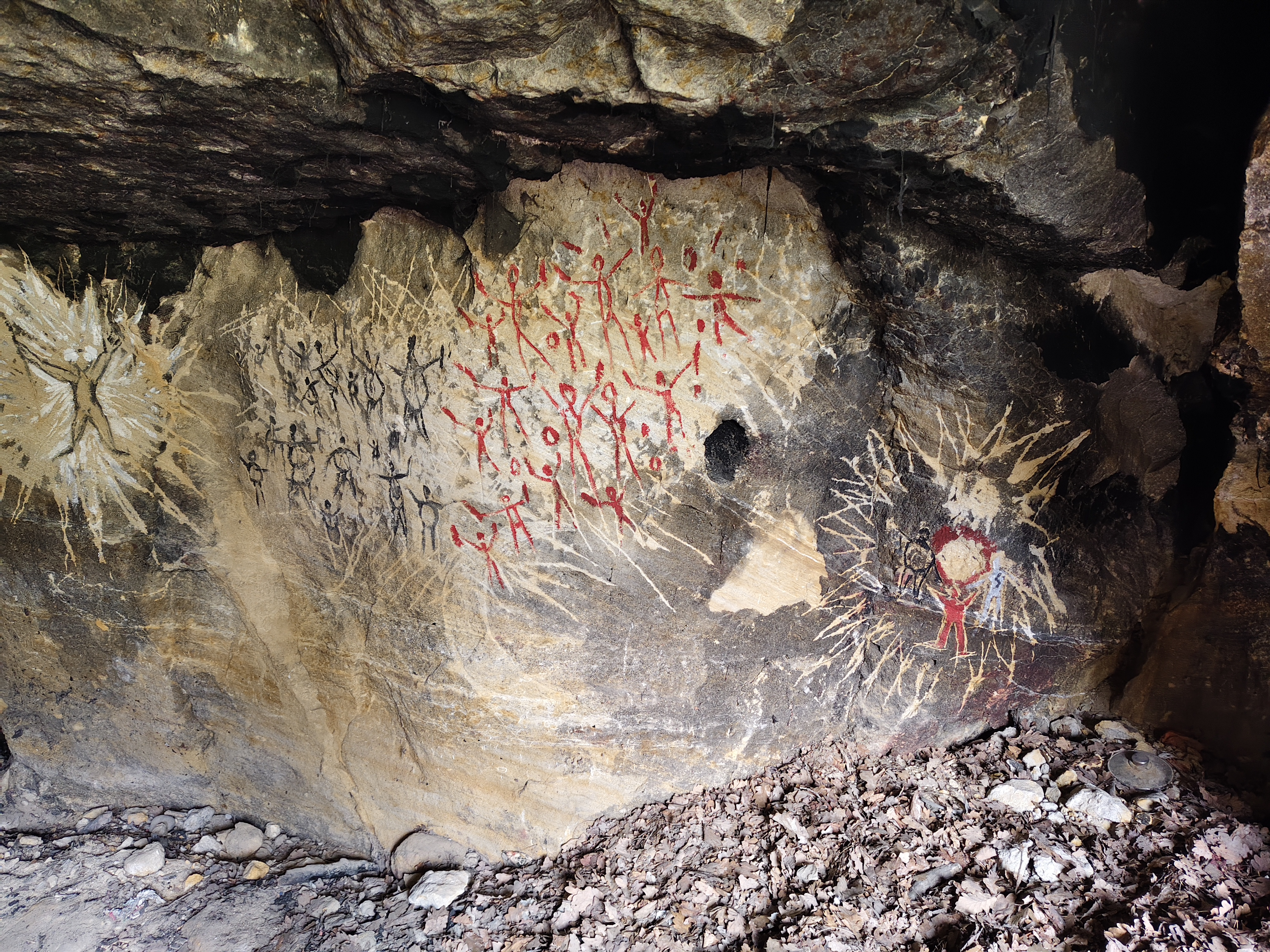
Vnitřní ilegální výzdoba Vidoulské jeskyně